# Mathilde Ludendorff
Mathilde Friederike Karoline Ludendorff (nata Mathilde Spiess; Wiesbaden, 4 ottobre 1877 – Tutzing, 24 giugno 1966) è stata una psichiatra tedesca, figura chiave del movimento völkisch, nota per le sue idee esoteriche e cospirazioniste.
Insieme al generale Erich Ludendorff, suo terzo e ultimo marito, fondò la Bund für Gotteserkenntnis ("Società per la conoscenza di Dio"), una setta teista elitaria e semisegreta, che fu messa fuori legge dal 1961 al 1977.

## Biografia
Figlia del ministro luterano Bernhard Spiess, di modeste origini, dopo aver frequentato una scuola pubblica e una privata femminili, ricevette una formazione professionale, riservata anche alle sorelle e poco comune a quell'epoca. Dopo un biennio propedeutico, nel 1886 iniziò ad insegnare in una scuola femminile di Biebrich, a Wiesbaden, e, coi risparmi raccolti poté iscriversi alla scuola serale del Ginnasio Liceo di Karlsruhe Weststadt, iniziando a studiare medicina all'Università di Friburgo nel semestre invernale del 1901, dove ebbe modo di ascoltare le letture di August Weismann.
Sposato il suo professore di anatomia Gustav Adolf von Kemnitz nel 1904, l'anno successivo si trasferì a Monaco, dove diede ala luce una figlia, Ingeborg von Kemnitz (1906-1970) e due gemelli, Asko (1909–1992) e Hanno (1909–1990). Nel 1911, riprese per un anno gli studi medici che aveva interrotto, seguito da un periodo di praticantato part-time nel dipartimento di ginecologia della clinica universitaria di Bonn, seguito dall'abilitazione professionale nel 1913. Lo stesso anno conseguì un dottorato in neurologia con una tesi che prendeva in esame la natura ereditaria delle differenze mentali tra i gender.
Dal 1913 al 1914 prestò servizio come assistente volontaria dello psichiatra Emil Kraepelin, gestendo il suo ufficio per un breve periodo. Ancora convalescente da una tubercolosi polmonare, nel 1915 fu assunta come direttore medico di un "Offiziersgenesungsheim" (luogo di recupero/riabilitazione per ufficiali militari) a Partenkirchen e Garmisch, avviandosi alla libera professione di neurologa. Il marito morì nel 1917 (durante un incidente in montagna) e, in parallelo ad una montante passione per la filosofia di Kant e di Schopenhauer, fondò una società per azioni individuale dodici mesi dopo.
Nel 1919 sposò Edmund Georg Kleine, un maggiore in pensione, dal quale divorziò due anni dopo. Aprì un'attività a Monaco per sopravvivere e, per tramite di Gottfried Feder, fu presentata al generale Erich Ludendorff, capo delle attività militari tedesche durante la prima metà della prima guerra mondiale, che affidò la moglie alle sue cure psichiatriche, prima di divorziare nel 1925 e sposare Mathilde a Tutzing.
Dopo questi eventi biografici, Mathilde divenne fortemente critica nei confronti di tutte le confessioni presenti nella Germania del suo tempo, abbandonando ufficialmente il luteranesimo nel 1913.

## Filosofia e scienza
Con Triumph des Unsterblichkeitwillens (Trionfo del desiderio dell'immortalità"), pubblicato nel 1921, esaminò il desiderio di immortalità connaturato nel genere umano, tentando una sintesi fra filosofia e scienza che avrebbe ispirato gran parte del suo lavoro successivo, a partire da The Origin and Nature of the Soul, opera in tre volumi:
- History of Creation, del 1923, che ripercorre l'origine dell'anima e la nascita dell'universo;
- Soul of Man, de 1925, che descrive l'anima in termini di volontà e una coscienza;
- Self Creation, del 1927, che suggerisce possibili vie per plasmare nuovamente l'anima.[4]

Seguì la pubblicazione di Der Seele Wirken und Gestalten ("L'atto dell'anima e suoi effetti"), che approfondì le stesse tematiche in ulteriori tre volumi:
- The Soul of the Child and the Parent's Duty, del 1930, studio a carattere pedagogico;
- The Soul of the Nation and the Molders of its Power, risalente al 1933, che sosteneva che il Volk fosse un'unità indivisibile modellato dal leader, cosicché una cattiva leadership avrebbe potuto causare la morte di un intero gruppo;
- The God-Story of the Nations, dato alle stampe nel '35, nel quale asseriva che per qualsiasi popolo la cultura era più importante della civiltà e che, piuttosto che alle radici storiche, essa fosse in primo luogo legata alla volontà collettiva di creazione culturale.[senza fonte]

Mathilda Ludendorff sostenne anche i diritti delle donne e l'uguaglianza di genere, sebbene queste tematiche non occupassero un ruolo centrale nella sua già ampia e articolata agenda politica.

## Opposizione alle religioni e all'occultismo
Nel corso dei suoi studi di psichiatria sviluppò una forte opposizione all'occultismo. Criticò il lavoro del parapsicologo Albert von Schrenck-Notzing, sostenendo che le pratiche occulte avevano generato malattie mentali in molti dei suoi pazienti. Questo tema fu diffusamente esposto nel trattato Insanity Induced Through Occult Teachings, edito nel 1933.
Fraud of Astrology mosse una critica serrata e succinta all'astrologia, definita come una storica perversione ebraica dell'astronomia finalizzata a schiavizzare i tedeschi, attraverso l'indebolimento deliberato delle loro facoltà razionali.
The Miracle of Marne prese di mira l'antroposofia di Rudolph Steiner, sostenne che il generale Helmuth von Moltke il giovane aveva perso la prima battaglia della Marna in quanto era divenuto succube di Lisbeth Seidler, una seguace del medium tedesco. In linea con questi scritti, i coniugi Ludendorff aggiunsero un elenco di occultisti al Dolchstoßlegende, il mito della propaganda nazista che identificava i capri espiatori della disfatta tedesca nel primo conflitto mondiale.
Avversò le opere di Jakob Wilhelm Hauer, un indologo che, pur non sconfessando le teorie del Völkisch, aveva puntualizzato le origini indoeuropee dei tedeschi, comuni e condivise col resto del Continente. In  Der Yoga als Heilweg affermò che la natura superficiale e tendenzialmente semplicistica delle dottrina di Buddha e di Krishna, che avrebbero influenzato l'Antico e il Nuovo Testamento. Dato il pregiudizio nei confronti del cristianesimo, questo assunto la portò a distanziarsi anche dall'induismo. Mathilde era convinta che il Dalai Lama stesse manovrando gli ebrei nei loro supposti tentativi di distruggere la Germania attraverso il marxismo, il cattolicesimo romano, il capitalismo e la massoneria.
Sposò l'ideologia Völkischer per la fondazione di una nuova religione nazionale germanica, alternativa sia al cattolicesimo che alle pratiche esoteriche, ritenute entrambe parimenti estranee alla reale identità storica tedesca. 

Tuttavia, in realtà il movimento Völkisch integrava le pratiche occulte al proprio interno, mediante società semisegrete ed elitarie come la Edda Society di Rudolf John Gorsleben, alla quale Mathilde stessa era affiliata con Otto Sigfried Reuter e Friedrich Schaefer, un seguace di Karl Maria Wiligut.

## Attività politico-religiosa
Come parte del suo duplice assalto al cristianesimo e all'occulto, la Ludendorff interpretò la scienza per sviluppare la fede, intesa come conoscenza di dio (Gotterkenntnis), ponendo l'enfasi sui concetti di eredità razziale, cultura, economia e giustizia. Nel 1925 fu fondata la Tannenbergbund, un'organizzazione del movimento 'völkisch, nemica delle correnti note come Sturmabteilung e Der Stahlhelm del partito nazionalsocialista. Raggiunti i 100.000 iscritti, il Tannenbergbund fu infine bandito dallo NSDAP, nel 1933.
Le posizioni della Ludendorff erano distanti anche dal Cristianesimo positivo, persuasa che la fede cristiana fosse inconciliabile con le proprie idee ariane. In Erlösung von Jesu Christo ("Redenzione da parte di Gesù Cristo) asserì che il predicatore ebreo Gesù il quale non era morto sulla croce, che la Bibbia era una frode, che doveva essere sostituita da un panteismo radicato nella retorica del sangue e del suolo, in cui "l'anima di Dio" avrebbe permeato la terra nel suo insieme.
Contrariamente a Mathilde, Erich, anche la conversione in Gotterkenntnis, conservò un forte senso della natura germanica del Protestantesimo, sostenendo che la Chiesa cattolica romana rappresentava un pericolo molto più concreto per l'ideologia völkisch della coppia; anche se dichiaratamente non cristiano, fu visto come un "crociato protestante" sia dagli ultraconservatori della Lega protestante che dai loro avversari del movimento cattolico.

## Attività post-bellica
Dopo la morte del marito nel 1937, Mathilde fu allontanata dal'entourage di Adolf Hitler, che aveva da tempo allontanato il generale. Nel dopoguerra continuò a manifestare le proprie idee antisemite e, giudicata colpevole, non beneficiò dell'amnistia durante il processo di denazificazione, ottenendo uno sconto di pena nel '51.
Nonostante ciò, fondò un Bund für Gotterkenntnis, probabilmente nato già nel 1951 con una base di ben 12.000 membri, al quale nel '55 seguì la creazione di una Schule für Gotterkenntnis. Dopo dieci anni di attività, il Bund  fu dichiarato incostituzionale dal tribunale amministrativo bavarese. Mathilde morì a Tutzing nel 1966, cinque anni dopo la sentenza.
Nel 1977, furono rilevati vizi procedurali che rendevano nullo il provvedimento di messa al bando del Bund für Gotterkenntnis, che nel 2010 poté ricostituirsi, sebbene in forma limitata e ridotta.